# Therese Winkler

Therese Winkler

Therese Winkler geborene Messerer (* 13. März 1824 in München; † 19. Dezember 1907 ebenda) war eine deutsche Lehrerin und Schriftstellerin, die auch unter dem Pseudonym Theodor Messerer publizierte.

## Leben
Sie war die Tochter eines königlichen Katasterbeamten. In ihrer Jugend war sie durch ein schweres Augenleiden behindert. Nachdem sie ihre Sehfähigkeit wieder erlangt hatte, wurde sie Lehrerin. 1858 heiratete sie Ludwig Winkler, mit dem sie gemeinschaftlich Werke der Kinder- und Jugendliteratur schrieb. Nach langer Krankheit starb ihr Mann 1883. Therese Winkler fand 1904 Aufnahme in einem Stift und starb im Alter von 82 Jahren in München.

## Werke
- Großonkels Sonntagsgeschichten. Für kleine Knaben und Mädchen. Scheitlin, Stuttgart 1861.
- Aus der fröhlichen Knabenzeit. Scheitlin, Stuttgart 1862.
- Der Christabend. Für kleine Knaben und Mädchen. Scheitlin, Stuttgart 1862.
- Gemüthliche Dorfgeschichten. Fleischmann, München 1862. (Digitalisat)
- Der Christmorgen. Erzählungen für die Jugend. Scheitlin, Stuttgart 1863.
- Drollige Streiche. Erzählungen für die Jugend. Scheitlin, Stuttgart 1863.
- Gemüth und Humor. Erzählungen für die Jugend. Nitzschke, Stuttgart 1865.
- Der kleine Hauptmann und seine Compagnie. Für frische deutsche Knaben. Schlicke, Leipzig 1867.
- Tapfere kleine Soldaten. Ein Bilderbuch mit Kriegsgeschichten für lustige Knaben. Scheitlin, Stuttgart 1867.
- Treue Herzen. Zwei Erzählungen aus den bayrischen Bergen. Nordwestdeutscher Volksschriftenverlag, Bremen 1875.
- Bei dem Alten auf dem Sulzberg. Eine Erzählung aus den bayrischen Bergen. Nordwestdeutscher Volksschriftenverlag, Bremen 1878.
- Nur keinen Preußen! Geschichten aus alter und neuer Zeit. Enßlin & Laiblin, Reutlingen 1878.
- Der Schützenkönig. Ein Bild aus dem bayrischen Hochland. Enßlin & Laiblin, Reutlingen 1878.
- Die falschen Tiroler. Erzählung aus dem baierischen Hochgebirge. Enßlin & Laiblin, Stuttgart 1879.
- Ferientage. Sechs Erzählungen für die reifere Jugend. 2 Theile in einem Band. Meinhold, Dresden 1883.
- Krieg und Frieden. Drei Erzählungen. Kröner, Stuttgart/Berlin/Leipzig 1884.
- An einem Alpensee. Erzählung. Benzinger, Stuttgart 1885.
- In Treue fest. Eine Hochlands-Geschichte. Bachem, Köln 1885.
- Alpenrosen. Zwei Erzählungen aus dem Hochland. Enßlin & Laiblin, Reutlingen 1886.
- Humoristische Bilder aus Alt-Bayern. Enßlin & Laiblin, Reutlingen 1886.
- Die Schneidemühle an der Klamm. Ein Bild aus den bayrischen Bergen. Enßlin & Laiblin, Reutlingen 1886.
- Der Schützenkönig. Ein Bild aus dem bayrischen Hochland. Enßlin & Laiblin, Reutlingen 1886.
- Des Achmüllers Recht. Eine Hochlandsgeschichte. Bachem, Köln 1886.
- Der Kampf um den Lieutenant. Ein heiteres Bild aus ernster Zeit. Enßlin & Laiblin, Reutlingen 1887.
- Der Wachter-Davidl. Eine Erzählung aus den bayerischen Bergen. Enßlin & Laiblin, Reutlingen 1888.
- Der alte Dorfpfarrer. Der Hennenbub von Bichelsdorf. Seyfried, München 1890.
- Edelweißsterne. Hochlandsgeschichten für die reifere Jugend. Perthes, Gotha 1890.
- Die Waisen. Eine Geschichte aus den Bergen. Bachem, Köln 1890.
- Die Muttergottes-Sparbüchse. Erzählung für das Volk. Seyfried, München 1891.
- Aus fröhlicher Knabenzeit. Habbel, Regensburg 1900.
- Dorfgeschichten für die Jugend. Bachem, Köln 1901.
- Der Muckl an der Wand. Eine Erzählung aus dem bayerischen Hochgebirge. Enßlin & Laiblin, Reutlingen 1901.
- Am Gamshörnl. Der Schnaps-Michl. Zwei Erzählungen aus den Bergen für die Jugend. Bachem, Köln 1902.
- In der Staffelklamm. Der Kasperl. Zwei Erzählungen aus den Bergen für die Jugend. Bachem, Köln 1902.
- Bergluft und Tannengrün. Hochlandsgeschichten für die reifere Jugend und das Volk. Enßlin & Laiblin, Reutlingen 1903.
- Dorfgeschichten für die Jugend. Bachem, Köln 1910.
- Der Wurzengraber. Hillger, Berlin/Leipzig 1912.
- Die beiden Vettern. Erzählung aus dem bayerischen Waldgebirge. Hillger, Berlin/Leipzig 1914.